# آلا لیشافای
آلا لیشافای (اوکراینی: Алла Іванівна Лишафай؛ زادهٔ ۲۴ دسامبر ۱۹۸۳) بازیکن فوتبال اهل اوکراین است.
از باشگاه‌هایی که در آن بازی کرده‌است می‌توان به اشاره کرد.
وی همچنین در تیم ملی فوتبال زنان اوکراین بازی کرده‌است.